# Molophilus ugundyi
Molophilus ugundyi är en tvåvingeart som beskrevs av Günther Theischinger 1994. Molophilus ugundyi ingår i släktet Molophilus och familjen småharkrankar. Inga underarter finns listade i Catalogue of Life.